# Старое (городской округ Озёры)
Старое — деревня в городском округе Озёры Московской области России. Население — 10 чел. (2015).

## География
Расположена в юго-восточной части района, примерно в 8 км к юго-востоку от центра города Озёры, у истоков впадающей в Осётр реки Сенницы (бассейн Оки). В деревне одна улица — Краснофлотская, зарегистрировано три садовых товарищества. Ближайшие населённые пункты — деревни Каблучки и Клинское.

## История
В «Списке населённых мест» 1862 года Старое — казённое и владельческое сельцо 1-го стана Зарайского уезда Рязанской губернии между Каширской дорогой и рекой Осётр, в 14 верстах от уездного города, при колодцах, с 26 дворами и 369 жителями (185 мужчин, 184 женщины).
По данным 1905 года деревня входила в состав Безпятовской волости Зарайского уезда, проживало 395 жителей (195 мужчин, 200 женщин), насчитывалось 65 дворов.
С 1929 года — населённый пункт в составе Озёрского района Коломенского округа Московской области. С 1930-го, в связи с упразднением округа, — в составе Озёрского района Московской области.
В 1939 году Старовский сельсовет был упразднён, селение передано Полурядниковскому сельсовету, а в начале 1950-х гг. из Полурядниковского в Клишинский сельсовет.
В 1959 году Озёрский район был упразднён, Старое вошло в состав Коломенского района. В 1965 году из Клишинского сельсовета передано в Сенницкий сельсовет. В 1969 году Озёрский район был воссоздан.
С 1994 по 2006 год — деревня Сенницкого сельского округа.

## Население
| 1859 | 1905 | 2002 | 2006 | 2010 | 2015 |
| ---- | ---- | ---- | ---- | ---- | ---- |
| 369  | ↗395 | ↘9   | ↘6   | ↗7   | ↗10  |